# Hemidactylus arnoldi
Hemidactylus arnoldi là một loài thằn lằn trong họ Gekkonidae. Loài này được Lanza mô tả khoa học đầu tiên năm 1978.